# Liste der Bodendenkmäler in Regensburg
Auf dieser Seite sind die Bodendenkmäler in der Oberpfälzer kreisfreien Stadt Regensburg zusammengestellt. Diese Tabelle ist eine Teilliste der Liste der Bodendenkmäler in Bayern. Grundlage ist die Bayerische Denkmalliste, die auf Basis des Bayerischen Denkmalschutzgesetzes vom 1. Oktober 1973 erstmals erstellt wurde und seither durch das Bayerische Landesamt für Denkmalpflege geführt wird. Die folgenden Angaben ersetzen nicht die rechtsverbindliche Auskunft der Denkmalschutzbehörde.

## Bodendenkmäler der Gemeinde Regensburg

### Gemarkung Burgweinting
| Lage                               | Objekt | Akten-Nr.     | Bild |
| ---------------------------------- | --- | ------------- | ---- |
| Burgweinting Regensburg (Standort) | Siedlungen der Linearbandkeramik, des Mittelneolithikums, der Münchshöfener Kultur, der Altheimer Kultur, der Frühbronzezeit, der Spätbronzezeit, der Urnenfelderzeit, der Hallstattzeit, der Latènezeit, der römischen Kaiserzeit und des Frühmittelalters. | D-3-6938-0970 |      |
| Burgweinting Regensburg (Standort) | Siedlungen der Bronzezeit, der Urnenfelderzeit, der Frühlatènezeit und des Frühmittelalters. | D-3-7038-0163 |      |
| Burgweinting Regensburg (Standort) | Siedlung der Mittel- bis Spätlatènezeit. | D-3-7038-0164 |      |
| Burgweinting Regensburg (Standort) | Archäologische Befunde und Funde im Bereich der Katholischen Nebenkirche St. Michael in Burgweinting, darunter die Spuren von Vorgängerbauten bzw. älteren Bauphasen. | D-3-7038-0167 |      |
| Burgweinting Regensburg (Standort) | Mittel- und jungpaläolithische Freilandstation, Siedlungen der Jungsteinzeit und der Latènezeit. | D-3-7038-0170 |      |
| Burgweinting Regensburg (Standort) | Vorgeschichtliches Grabhügelfeld mit ehemals angeblich 40 Hügeln, daraus Grabfunde der Bronzezeit und Hallstattzeit. | D-3-7038-0171 |      |
| Burgweinting Regensburg (Standort) | Vorgeschichtliche Siedlung. | D-3-7038-0176 |      |
| Burgweinting Regensburg (Standort) | Archäologische Befunde und Funde im Bereich einer abgegangenen Niederungsburg mit zugehöriger Burgkapelle des Hochmittelalters. | D-3-7038-0179 |      |
| Burgweinting Regensburg (Standort) | Archäologische Befunde im Bereich des Schlosses Höfling, zuvor mittelalterliche Burg. | D-3-7038-0180 |      |
| Burgweinting Regensburg (Standort) | Siedlungen der Jungsteinzeit, der Bronzezeit und der Hallstattzeit, Villa rustica der römischen Kaiserzeit (Reinecke-Villa). | D-3-7038-0184 |      |
| Burgweinting Regensburg (Standort) | Vorgeschichtliche Siedlung, Bestattungsplatz der Spätbronzezeit, Grabenwerk der römischen Kaiserzeit. | D-3-7038-0211 |      |
| Burgweinting Regensburg (Standort) | Siedlung vor- und frühgeschichtlicher Zeitstellung. | D-3-7038-0226 |      |
| Burgweinting Regensburg (Standort) | Siedlung vor- und frühgeschichtlicher Zeitstellung. | D-3-7038-0228 |      |
| Burgweinting Regensburg (Standort) | Vorgeschichtliche, wohl frühbronzezeitliche Siedlung. | D-3-7038-0313 |      |
| Burgweinting Regensburg (Standort) | Siedlungen der Linearbandkeramik, des Mittelneolithikums, wohl der Altheimer Kultur und der Hallstatt- oder Latènezeit. | D-3-7038-0404 |      |
| Burgweinting Regensburg (Standort) | Siedlungen der Linearbandkeramik, des Mittelneolithikums, der Münchshöfener Kultur, der Altheimer Kultur, der Bronzezeit, der Urnenfelderzeit, der Hallstattzeit, der Latènezeit und der römischen Kaiserzeit sowie ein Körpergrab vor- und frühgeschichtlicher Zeitstellung, wohl Hinweis auf ein Gräberfeld.                                                          | D-3-7038-0406 |      |
| Burgweinting Regensburg (Standort) | Siedlungen des Neolithikums, der Bronzezeit, der Urnenfelderzeit, der Hallstattzeit, der Latènezeit, der römischen Kaiserzeit und des Frühmittelalters, Villa rustica der römischen Kaiserzeit, Handwerksplatz des Hochmittelalters und Friedhof mit Brandbestattungen der Spätbronze- und Urnenfelderzeit.                                                             | D-3-7038-0407 |      |
| Burgweinting Regensburg (Standort) | Siedlungen der späten Urnenfelderzeit und der Hallstattzeit. | D-3-7038-0408 |      |
| Burgweinting Regensburg (Standort) | Gräber der Urnenfelderzeit und der Hallstattzeit, Siedlung der Latènezeit. | D-3-7038-0409 |      |
| Burgweinting Regensburg (Standort) | Siedlungen der Linearbandkeramik, des Mittelneolithikums, der Münchshöfener Kultur, der Altheimer Kultur, der Früh- und Mittelbronzezeit, der Urnenfelderzeit, der Hallstattzeit, der Frühlatènezeit und wohl des Frühmittelalters, Bestattungsplätze der Michelsberger Kultur, der Glockenbecherkultur, der Frühbronzezeit, der Urnenfelderzeit und der Hallstattzeit. | D-3-7038-0410 |      |
| Burgweinting Regensburg (Standort) | Siedlung der Mittelbronzezeit, vorgeschichtlicher Bestattungsplatz mit Kreisgräben. | D-3-7038-0411 |      |
| Burgweinting Regensburg (Standort) | Siedlungen der Altheimer Kultur, der Michelsberger Kultur, der Frühbronzezeit, der Urnenfelderzeit, der Hallstattzeit, der Latènezeit und der römischen Kaiserzeit sowie Siedlung des Frühmittelalters mit zugehörigem Friedhof. | D-3-7038-0413 |      |
| Burgweinting Regensburg (Standort) | Siedlungen der Münchshöfener Kultur, der Bronzezeit, der Urnenfelderzeit, der Hallstattzeit, der Latènezeit und der römischen Kaiserzeit, Friedhof mit Brandgräbern der Urnenfelderzeit. | D-3-7038-0414 |      |
| Burgweinting Regensburg (Standort) | Siedlung vorgeschichtlicher Zeitstellung | D-3-7038-0415 |      |
| Burgweinting Regensburg (Standort) | Siedlungen der Chamer Kultur, Frühbronzezeit, der Mittelbronzezeit und der Frühlatènezeit, Teilabschnitt eines Grabenwerks der römischen Kaiserzeit, Bestattungsplätze der Schnurkeramik und der Glockenbecherkultur. | D-3-7038-0416 |      |
| Burgweinting Regensburg (Standort) | Siedlungen der Altheimer Kultur, der Chamer Kultur, der Frühbronzezeit, der Mittelbronzezeit und der Hallstattzeit sowie Villa rustica und zugehöriger Bestattungsplatz der römischen Kaiserzeit. | D-3-7038-0417 |      |
| Burgweinting Regensburg (Standort) | Frühmittelalterliches Reihengräberfeld, Siedlung vor- und frühgeschichtlicher Zeitstellung. | D-3-7038-0498 |      |

### Gemarkung Graß
| Lage                       | Objekt | Akten-Nr.     | Bild |
| -------------------------- | --- | ------------- | ---- |
| Graß Regensburg (Standort) | Mittelalterlicher Burgstall, archäologische Befunde im Bereich der Katholischen Nebenkirche und ehemalige Burgkapelle St. Michael in Graß, darunter die Spuren von Vorgängerbauten bzw. älterer Bauphasen. | D-3-7038-0111 |      |
| Graß Regensburg (Standort) | Bestattungsplatz der mittleren Bronzezeit mit Grabhügeln. | D-3-7038-0112 |      |
| Graß Regensburg (Standort) | Vorgeschichtlicher Bestattungsplatz mit Grabhügeln. | D-3-7038-0113 |      |
| Graß Regensburg (Standort) | Villa rustica der römischen Kaiserzeit. | D-3-7038-0116 |      |
| Graß Regensburg (Standort) | Mesolithische Freilandstation. | D-3-7038-0117 |      |
| Graß Regensburg (Standort) | Siedlung der Linearbandkeramik. | D-3-7038-0123 |      |
| Graß Regensburg (Standort) | Siedlung vor- und frühgeschichtlicher Zeitstellung. | D-3-7038-0232 |      |
| Graß Regensburg (Standort) | Siedlung der Jungsteinzeit. | D-3-7038-0305 |      |
| Graß Regensburg (Standort) | Villa rustica der römischen Kaiserzeit, Siedlungen der Jungsteinzeit, der Späthallstatt-/Frühlatènezeit und des Frühmittelalters.                                                                          | D-3-7038-0396 |      |
| Graß Regensburg (Standort) | Siedlungen des Neolithikums, der Bronzezeit und der Hallstatt- oder Latènezeit sowie Siedlung vor- und frühgeschichtlicher Zeitstellung.                                                                   | D-3-7038-0398 |      |
| Graß Regensburg (Standort) | Siedlung der Jungsteinzeit. | D-3-7038-0455 |      |
| Graß Regensburg (Standort) | Vorgeschichtliche Siedlung. | D-3-7038-0493 |      |

### Gemarkung Großprüfening
| Lage                                | Objekt | Akten-Nr.     | Bild |
| ----------------------------------- | --- | ------------- | ---- |
| Großprüfening Regensburg (Standort) | Reihengräberfeld der Merowingerzeit. | D-3-6938-0224 |      |
| Großprüfening Regensburg (Standort) | Siedlung vor- und frühgeschichtlicher Zeitstellung. | D-3-6938-0507 |      |
| Großprüfening Regensburg (Standort) | Vorgeschichtliche Siedlung. | D-3-6938-0703 |      |
| Großprüfening Regensburg (Standort) | Archäologische Befunde und Funde des Mittelalters und der frühen Neuzeit im Bereich der Katholischen Filialkirche St. Anna in Großprüfening. | D-3-6938-0850 |      |
| Großprüfening Regensburg (Standort) | Endpaläolithische und mesolithische Freilandstation, Siedlungen des Neolithikums, der Urnenfelderzeit, der Späthallstatt-/Frühlatènezeit und der Spätlatènezeit, Grabenanlage (Herrenhof) der Hallstattzeit, Kleinkastell und zugehöriger Vicus der römischen Kaiserzeit sowie Gräberfelder der Latènezeit, der römischen Kaiserzeit und des Frühmittelalters. | D-3-6938-0958 |      |
| Großprüfening Regensburg (Standort) | Archäologische Befunde des Mittelalters und der frühen Neuzeit im Bereich des ehemaligen Schlosses und vormaligen Benediktinerklosters Prüfening in Regensburg. | D-3-6938-1003 |      |

### Gemarkung Grünthal II
| Lage                              | Objekt                                              | Akten-Nr.     | Bild |
| --------------------------------- | --------------------------------------------------- | ------------- | ---- |
| Grünthal II Wenzenbach (Standort) | Siedlung vor- und frühgeschichtlicher Zeitstellung. | D-3-6938-0564 |      |

### Gemarkung Grünthal I
| Lage                             | Objekt                          | Akten-Nr.     | Bild |
| -------------------------------- | ------------------------------- | ------------- | ---- |
| Grünthal I Wenzenbach (Standort) | Steinzeitliche Freilandstation. | D-3-6938-0557 |      |

### Gemarkung Harting
| Lage                          | Objekt | Akten-Nr.     | Bild |
| ----------------------------- | --- | ------------- | ---- |
| Harting Regensburg (Standort) | Siedlungen der Bronzezeit und der Hallstattzeit, vorgeschichtliche Grabhügel. | D-3-7038-0195 |      |
| Harting Regensburg (Standort) | Siedlung vor- und frühgeschichtlicher Zeitstellung. | D-3-7038-0227 |      |
| Harting Regensburg (Standort) | Verebnetes Grabhügelfeld der Hallstattzeit. | D-3-7039-0313 |      |
| Harting Regensburg (Standort) | Kriegsgefangenenlager des 2. Weltkriegs. | D-3-7039-0330 |      |
| Harting Regensburg (Standort) | Siedlung vor- und frühgeschichtlicher Zeitstellung, Bestattungsplatz mit Kreisgräben vorgeschichtlicher Zeitstellung. | D-3-7039-0332 |      |
| Harting Regensburg (Standort) | Siedlung vor- und frühgeschichtlicher Zeitstellung. | D-3-7039-0338 |      |
| Harting Regensburg (Standort) | Archäologische Befunde des Mittelalters und der frühen Neuzeit m Bereich der Katholischen Filialkirche St. Koloman in Harting. | D-3-7039-0364 |      |
| Harting Regensburg (Standort) | Neolithische Siedlung. | D-3-7039-0387 |      |
| Harting Regensburg (Standort) | Mehrperiodiges vorgeschichtliches, römisches und frühmittelalterliches Siedlungsareal, Bestattungsplätze des Mittelneolithikums, der Schnurkeramik, der Urnenfelderzeit und des Frühmittelalters, Siedlung und Grabenwerke vor- und frühgeschichtlicher Zeitstellung.                                                                                               | D-3-7039-0388 |      |
| Harting Regensburg (Standort) | Siedlungen der Linearbandkeramik, der Stichbandkeramik/Gruppe Oberlauterbach, der Münchshöfener Kultur, der Glockenbecherkultur, der Bronzezeit, der Hallstattzeit und der römischen Kaiserzeit, vor- und frühgeschichtliche Bestattungsplätze mit Kreisgräben, Bestattungsplätze der Spätbronze- und Urnenfelderzeit, der Frühlatènezeit und des Frühmittelalters. | D-3-7039-0389 |      |
| Harting Regensburg (Standort) | Bestattungsplatz der frühen Mittelalters. | D-3-7039-0675 |      |

### Gemarkung Irl
| Lage                      | Objekt | Akten-Nr.     | Bild |
| ------------------------- | --- | ------------- | ---- |
| Irl Regensburg (Standort) | Siedlung vor- und frühgeschichtlicher Zeitstellung. | D-3-6938-0222 |      |
| Irl Regensburg (Standort) | Siedlung mit Grabenwerk vor- und frühgeschichtlicher Zeitstellung. | D-3-6938-0223 |      |
| Irl Regensburg (Standort) | Gräberfeld mit Brandgräbern der Urnenfelderzeit und wohl Siedlung vor- und frühgeschichtlicher Zeitstellung. | D-3-6938-0953 |      |
| Irl Regensburg (Standort) | Siedlungen der Bronzezeit, der Urnenfelderzeit, der Hallstattzeit, der Frühlatènezeit und des Frühmittelalters, Bestattungsplatz des Frühmittelalters, archäologische Befunde der abgegangenen spätmittelalterlichen und frühneuzeitlichen Mautstation Irlmauth.                                                                   | D-3-6938-0975 |      |
| Irl Regensburg (Standort) | Siedlungen der römischen Kaiserzeit und der Völkerwanderungszeit sowie Siedlung vor- und frühgeschichtlicher Zeitstellung im Luftbild, Friedhöfe mit Körpergräbern vielleicht der Mittellatènezeit und der Merowingerzeit sowie Kreisgräben vor- und frühgeschichtlicher Zeitstellung im Luftbild, wohl Hinweis auf ein Gräberfeld | D-3-6938-0976 |      |
| Irl Regensburg (Standort) | Teilabschnitt einer römischen Straße mit seitlich begleitenden Materialentnahmegruben. | D-3-6939-0027 |      |
| Irl Regensburg (Standort) | Siedlungen vorgeschichtlicher Zeitstellung und der römischen Kaiserzeit, Bestattungsplatz der römischen Kaiserzeit. | D-3-6939-0029 |      |
| Irl Regensburg (Standort) | Siedlungen der Hallstattzeit, der Spätlatenezeit und des Frühmittelalters, Bestattungsplätze vor- und frühgeschichtlicher Zeitstellung. | D-3-6939-0032 |      |
| Irl Regensburg (Standort) | Vorgeschichtliche Siedlung, Abschnitt einer Straße der römischen Kaiserzeit. | D-3-6939-0033 |      |
| Irl Regensburg (Standort) | Siedlung vor- und frühgeschichtlicher Zeitstellung. | D-3-6939-0037 |      |
| Irl Regensburg (Standort) | Einzelfund der römischen Kaiserzeit und wohl ein Körpergrab vor- und frühgeschichtlicher Zeitstellung, vielleicht Hinweis auf ein Gräberfeld. | D-3-6939-0091 |      |
| Irl Regensburg (Standort) | Steinzeitliche Siedlungsfunde. | D-3-6939-0092 |      |
| Irl Regensburg (Standort) | Archäologische Befunde des Mittelalters und der frühen Neuzeit im Bereich der Katholischen Nebenkirche St. Maria in Irl, darunter die Spuren von Vorgängerbauten bzw. älterer Bauphasen. | D-3-6939-0095 |      |
| Irl Regensburg (Standort) | Archäologische Befunde und Funde im Bereich der ehemalige Kirche St. Ägidius (Kreuzhofkapelle) vom Hochmittelalter bis zur Neuzeit. | D-3-6939-0097 |      |
| Irl Regensburg (Standort) | Archäologische Befunde und Funde im Bereich eines abgegangenen Gutshofes vom Mittelalter bis zur Neuzeit. | D-3-6939-0098 |      |
| Irl Regensburg (Standort) | Siedlung und Bestattungsplatz mit Kreisgräben vor- und frühgeschichtlicher Zeitstellung. | D-3-6939-0099 |      |
| Irl Regensburg (Standort) | Siedlungen der frühen Bronzezeit, der Urnenfelderzeit, der Späthallstatt-/Frühlatènezeit, der Spätlatènezeit und der römischen Kaiserzeit. | D-3-6939-0241 |      |
| Irl Regensburg (Standort) | Siedlungen der Jungsteinzeit und der Urnenfelderzeit, vorgeschichtlicher Bestattungsplatz mit verebneten Grabhügeln. | D-3-7038-0412 |      |
| Irl Regensburg (Standort) | Siedlungen der Jungsteinzeit und der Bronzezeit. | D-3-7039-0671 |      |

### Gemarkung Oberisling
| Lage                             | Objekt | Akten-Nr.     | Bild |
| -------------------------------- | --- | ------------- | ---- |
| Oberisling Regensburg (Standort) | Archäologische Befunde des Mittelalters und der frühen Neuzeit im Bereich der Katholischen Filialkirche St. Martin in Oberisling, darunter die Spuren von Vorgängerbauten bzw. älterer Bauphasen. | D-3-7038-0119 |      |
| Oberisling Regensburg (Standort) | Siedlungen der Jungsteinzeit und der römischen Kaiserzeit. | D-3-7038-0124 |      |
| Oberisling Regensburg (Standort) | Jungpaläolithische Freilandstation, Siedlungen der Altheimer Kultur, der Chamer Kultur, der Glockenbecherkultur, der Urnenfelderzeit, der Hallstattzeit und der Latènezeit. | D-3-7038-0393 |      |
| Oberisling Regensburg (Standort) | Siedlungen der Linearbandkeramik, des Mittelneolithikums, der Bronzezeit, der Urnenfelderzeit, der Hallstattzeit, der Latènezeit und der römischen Kaiserzeit sowie Einzelfunde des Mesolithikums und des Jungneolithikums.                                                                                                | D-3-7038-0399 |      |
| Oberisling Regensburg (Standort) | Siedlungen der Linearbandkeramik, des Mittelneolithikums, der Münchshöfener Kultur, der Altheimer Kultur, der Urnenfelderzeit und villa rustica der römischen Kaiserzeit, Friedhof mit Brandgräbern der Urnenfelderzeit sowie Siedlung vor- und frühgeschichtlicher Zeitstellung.                                          | D-3-7038-0400 |      |
| Oberisling Regensburg (Standort) | Siedlungen der Linearbandkeramik, des Mittelneolithikums, der Altheimer Kultur, der Bronzezeit, der Urnenfelderzeit, der Hallstattzeit, der Latènezeit, Villa rustica der römischen Kaiserzeit, Bestattungsplätze der Urnenfelderzeit und der Mittel-/Spätlatènezeit, Grabhügel vor- und frühgeschichtlicher Zeitstellung. | D-3-7038-0401 |      |
| Oberisling Regensburg (Standort) | Kreisgrabenanlage wohl des Mittelneolithikums im Luftbild, Siedlungen des Neolithikums, der Urnenfelderzeit und der römischen Kaiserzeit sowie Friedhof mit Körpergräbern der Merowingerzeit. | D-3-7038-0402 |      |
| Oberisling Regensburg (Standort) | Mittelpaläolithische Freilandstation, Siedlungen der Linearbandkeramik, des Mittelneolithikums, der Bronzezeit, der Urnenfelderzeit, der Hallstattzeit, der Latènezeit und der römischen Kaiserzeit. | D-3-7038-0403 |      |
| Oberisling Regensburg (Standort) | Mittel- bis jungpaläolithische Freilandstation, Siedlungen der Linearbandkeramik, des Mittelneolithikums, der Münchshöfener Kultur und der Altheimer Kultur, eine verebnete Viereckschanze der Spätlatènezeit, Brandgräber der Urnenfelderzeit.                                                                            | D-3-7038-0405 |      |
| Oberisling Regensburg (Standort) | Siedlungen der Spätbronzezeit und der Mittel- bis Spätlatènezeit. | D-3-7038-0490 |      |
| Oberisling Regensburg (Standort) | Frühmittelalterliche Siedlung. | D-3-7038-0499 |      |

### Gemarkung Obertraubling
| Lage                     | Objekt | Akten-Nr.     | Bild |
| ------------------------ | --- | ------------- | ---- |
| Obertraubling (Standort) | Freilandstationen des Paläolithikums und des Mesolithikums. | D-3-7038-0470 |      |
| Obertraubling (Standort) | Siedlungen der Bronzezeit und der Urnenfelderzeit, Gräberfeld mit Körperbestattungen der Schnurkeramik sowie Grabhügel vor- und frühgeschichtlicher Zeitstellung. | D-3-7039-0391 |      |
| Obertraubling (Standort) | Mehrperiodiges Siedlungsareal von der Münchshöfener Kultur bis zum frühen Mittelalter, Grabenwerke der römischen Kaiserzeit und vor- und frühgeschichtlicher Zeitstellung, Gräberfelder mit Körperbestattungen der Schnurkeramik und vor- und frühgeschichtlicher Zeitstellung sowie Gräberfelder mit Brandbestattungen der Urnenfelderzeit und der Hallstattzeit. | D-3-7039-0624 |      |

### Gemarkung Reinhausen
| Lage                             | Objekt | Akten-Nr.     | Bild |
| -------------------------------- | --- | ------------- | ---- |
| Reinhausen Regensburg (Standort) | Archäologische Befunde und Funde im Bereich der Katholischen Filialkirche St. Nikolaus in Reinhausen, darunter die Spuren von Vorgängerbauten bzw. älteren Bauphasen. | D-3-6938-0840 |      |
| Reinhausen Regensburg (Standort) | Archäologische Befunde im Bereich einer abgegangenen Brücke über den Regen vom Mittelalter bis zur Neuzeit.                                                           | D-3-6938-0864 |      |
| Reinhausen Regensburg (Standort) | Bestattungsplatz des Frühmittelalters. | D-3-6938-0937 |      |

### Gemarkung Sallern
| Lage                          | Objekt | Akten-Nr.     | Bild |
| ----------------------------- | --- | ------------- | ---- |
| Sallern Regensburg (Standort) | Frühmittelalterliches Reihengräberfeld. | D-3-6938-0036 |      |
| Sallern Regensburg (Standort) | Mesolithische Freilandstation, vorgeschichtliche Siedlung.                                                                                                   | D-3-6938-0037 |      |
| Sallern Regensburg (Standort) | Siedlung vor- und frühgeschichtlicher Zeitstellung. | D-3-6938-0077 |      |
| Sallern Regensburg (Standort) | Siedlung vor- und frühgeschichtlicher Zeitstellung. | D-3-6938-0207 |      |
| Sallern Regensburg (Standort) | Siedlung vor- und frühgeschichtlicher Zeitstellung. | D-3-6938-0208 |      |
| Sallern Regensburg (Standort) | Siedlung vor- und frühgeschichtlicher Zeitstellung. | D-3-6938-0534 |      |
| Sallern Regensburg (Standort) | Bestattungsplatz vor- und frühgeschichtlicher Zeitstellung oder des Mittelalters bzw. der frühen Neuzeit.                                                    | D-3-6938-0681 |      |
| Sallern Regensburg (Standort) | Mittelpaläolithische Freilandstation. | D-3-6938-0691 |      |
| Sallern Regensburg (Standort) | Archäologische Befunde im Bereich der Katholischen Pfarrkirche Mariä Himmelfahrt in Sallern, darunter die Spuren von Vorgängerbauten bzw. älterer Bauphasen. | D-3-6938-0842 |      |
| Sallern Regensburg (Standort) | Siedlung der Spätlatènezeit. | D-3-6938-1097 |      |
| Sallern Regensburg (Standort) | Bestattungsplatz vor- und frühgeschichtlicher Zeitstellung oder des Mittelalters bzw. der frühen Neuzeit.                                                    | D-3-6938-1098 |      |

### Gemarkung Schwabelweis
| Lage                               | Objekt | Akten-Nr.     | Bild |
| ---------------------------------- | --- | ------------- | ---- |
| Schwabelweis Regensburg (Standort) | Vorgeschichtlicher Bestattungsplatz mit verebneten Grabhügeln. | D-3-6938-0022 |      |
| Schwabelweis Regensburg (Standort) | Frühmittelalterliches Reihengräberfeld. | D-3-6938-0025 |      |
| Schwabelweis Regensburg (Standort) | Bestattungsplatz der Hallstattzeit. | D-3-6938-0026 |      |
| Schwabelweis Regensburg (Standort) | Bestattungsplatz vor- und frühgeschichtlicher oder mittelalterlicher Zeitstellung. | D-3-6938-0027 |      |
| Schwabelweis Regensburg (Standort) | Bestattungsplatz vor- und frühgeschichtlicher oder mittelalterlicher Zeitstellung. | D-3-6938-0028 |      |
| Schwabelweis Regensburg (Standort) | Höhle (G 17) mit mesolithischen Siedlungsfunden. | D-3-6938-0034 |      |
| Schwabelweis Regensburg (Standort) | Jungpaläolithische Freilandstation, Siedlungen der Jungsteinzeit und der Bronzezeit. | D-3-6938-0582 |      |
| Schwabelweis Regensburg (Standort) | Archäologische Befunde des Mittelalters und der frühen Neuzeit im Bereich der Katholischen Pfarrkirche St. Georg in Schwabelweis, darunter die Spuren von Vorgängerbauten bzw. älterer Bauphasen. | D-3-6938-0837 |      |
| Schwabelweis Regensburg (Standort) | Siedlung der Mittelbronzezeit, vorgeschichtlicher Bestattungsplatz mit Brandgräbern der Urnenfelderzeit und der Hallstattzeit.                                                                    | D-3-6938-0973 |      |
| Schwabelweis Regensburg (Standort) | Untertägige Befunde des abgebrochenen mittelalterlichen und neuzeitlichen Gutshofes Harthof. | D-3-6938-1037 |      |

### Gemarkung Stadtamhof
| Lage                             | Objekt | Akten-Nr.     | Bild |
| -------------------------------- | --- | ------------- | ---- |
| Stadtamhof Regensburg (Standort) | Archäologische Befunde im Bereich des ehemaligen Augustinerchorherrenstifts St. Mang vom Hochmittelalter bis in die Neuzeit.        | D-3-6938-0821 |      |
| Stadtamhof Regensburg (Standort) | Archäologische Befunde und Funde im Bereich des ehemaligen Klosters Notre Dame (Herz Jesu) der Neuzeit.                             | D-3-6938-0822 |      |
| Stadtamhof Regensburg (Standort) | Untertägige Befunde des abgegangenen frühneuzeitlichen Franziskanerklosters mit der abgebrochenen Franziskanerkirche in Stadtamhof. | D-3-6938-0824 |      |
| Stadtamhof Regensburg (Standort) | Archäologische Befunde des Mittelalters und der frühen Neuzeit im Regensburger Stadtteil Stadtamhof.                                | D-3-6938-0845 |      |

### Gemarkung Steinweg
| Lage                           | Objekt                                                                                      | Akten-Nr.     | Bild |
| ------------------------------ | ------------------------------------------------------------------------------------------- | ------------- | ---- |
| Steinweg Regensburg (Standort) | Mittelalterlicher Straßendamm.                                                              | D-3-6938-0040 |      |
| Steinweg Regensburg (Standort) | Untertägige Befunde der abgegangenen mittelalterlichen Burg Landeskron.                     | D-3-6938-0056 |      |
| Steinweg Regensburg (Standort) | Gräberfeld mit Körpergräbern der Mittellatènezeit.                                          | D-3-6938-0058 |      |
| Steinweg Regensburg (Standort) | Bestattungsplatz der römischen Kaiserzeit.                                                  | D-3-6938-0059 |      |
| Steinweg Regensburg (Standort) | Vorgeschichtliche Siedlung, frühmittelalterlicher Bestattungsplatz.                         | D-3-6938-0935 |      |
| Steinweg Regensburg (Standort) | Siedlung der Urnenfelderzeit.                                                               | D-3-6938-0936 |      |
| Steinweg Regensburg (Standort) | Mittelalterliche Siedlung mit Handwerksplatz.                                               | D-3-6938-1096 |      |
| Steinweg Regensburg (Standort) | Siedlung der Mittelbronzezeit, Handwerkersiedlung des Spätmittelalters und der Frühneuzeit. | D-3-6938-1103 |      |

### Gemarkung Tegernheim
| Lage                  | Objekt                                                          | Akten-Nr.     | Bild |
| --------------------- | --------------------------------------------------------------- | ------------- | ---- |
| Tegernheim (Standort) | Steinzeitlicher Schlagplatz im Bereich eines Silexabbaureviers. | D-3-6938-1018 |      |

### Gemarkung Weichs
| Lage                         | Objekt                                                                                              | Akten-Nr.     | Bild |
| ---------------------------- | --------------------------------------------------------------------------------------------------- | ------------- | ---- |
| Weichs Regensburg (Standort) | Frühmittelalterliches Reihengräberfeld.                                                             | D-3-6938-0052 |      |
| Weichs Regensburg (Standort) | Archäologische Befunde im Bereich des ehemaligen Schlosses von Weichs, zuvor mittelalterliche Burg. | D-3-6938-0055 |      |
| Weichs Regensburg (Standort) | Vorgeschichtliche Siedlung.                                                                         | D-3-6938-0938 |      |

### Gemarkung Winzer
| Lage                         | Objekt | Akten-Nr.     | Bild |
| ---------------------------- | --- | ------------- | ---- |
| Winzer Regensburg (Standort) | Bestattungsplatz vor- und frühgeschichtlicher Zeitstellung. | D-3-6938-0044 |      |
| Winzer Regensburg (Standort) | Bestattungsplatz der mittleren Bronzezeit mit verebneten Grabhügeln.                                                                                                   | D-3-6938-0048 |      |
| Winzer Regensburg (Standort) | Vorgeschichtlicher Bestattungsplatz mit verebneten Grabhügeln. | D-3-6938-0051 |      |
| Winzer Regensburg (Standort) | Siedlung vor- und frühgeschichtlicher Zeitstellung. | D-3-6938-0214 |      |
| Winzer Regensburg (Standort) | Siedlung vor- und frühgeschichtlicher Zeitstellung. | D-3-6938-0215 |      |
| Winzer Regensburg (Standort) | Siedlung vor- und frühgeschichtlicher Zeitstellung. | D-3-6938-0216 |      |
| Winzer Regensburg (Standort) | Siedlung vor- und frühgeschichtlicher Zeitstellung. | D-3-6938-0221 |      |
| Winzer Regensburg (Standort) | Mesolithische Freilandstation. | D-3-6938-0692 |      |
| Winzer Regensburg (Standort) | Archäologische Befunde und Funde im Bereich der Katholischen Pfarrkirche St. Nikolaus in Niederwinzer, darunter die Spuren von Vorgängerbauten bzw. älterer Bauphasen. | D-3-6938-0846 |      |
| Winzer Regensburg (Standort) | Archäologische Befunde und Funde im Bereich des abgegangenen Schlosses von Niederwinzer, zuvor mittelalterliche Burg.                                                  | D-3-6938-0874 |      |
| Winzer Regensburg (Standort) | Archäologische Befunde des Mittelalters und der frühen Neuzeit im Bereich der Katholischen Neben- und Wallfahrtskirche St. Michael in Kager.                           | D-3-6938-1036 |      |

### Gemarkung Zeitlarn
| Lage                | Objekt                                | Akten-Nr.     | Bild |
| ------------------- | ------------------------------------- | ------------- | ---- |
| Zeitlarn (Standort) | Mittelpaläolithische Freilandstation. | D-3-6938-0011 |      |
| Zeitlarn (Standort) | Mittelpaläolithische Freilandstation. | D-3-6938-0012 |      |

### Gemarkung Ziegetsdorf
| Lage                              | Objekt | Akten-Nr.     | Bild |
| --------------------------------- | --- | ------------- | ---- |
| Ziegetsdorf Regensburg (Standort) | Siedlung der Bronzezeit.                                                                                          | D-3-7038-0394 |      |
| Ziegetsdorf Regensburg (Standort) | Siedlung der Bronzezeit, Friedhof mit Brandgräbern der Urnenfelderzeit und Tempelbezirk der römischen Kaiserzeit. | D-3-7038-0395 |      |